# Рябининус
Рябининус (лат. Riabininus) — вымерший род капторинид из нижней перми России. Род включает единственный вид Riabininus uralensis.
Первоначально был описан под названием Naosaurus uralensis как представитель эдафозавров. Из-за плохой сохранности материала и отсутствия характерных отличий от других форм с однорядными зубами Modesto & Rybczynski (2000) отнесли Riabininus к Captorhinidae indet., то есть таксону, который не может быть отнесён ни к новому, ни к уже известному роду.
Окаменелые остатки этого капторинида найдены в местонахождениях Усьва (Пермская область) и Инта (Республика Коми), артинский ярус, приуральский отдел (нижняя пермь). Известен по двум зубным костям, одному фрагменту верхнечелюстной кости и изолированной премаксилле.
Мелкая форма с длиной черепа не более 5 см. Относится к капторинидам с однорядными щёчными зубами. Челюстные зубы заострённые и массивные. На премаксилле расположено не более 3 зубов, на зубной кости — не более 15.